# Ramírez Island
Ramírez Island (spanisch Isla Eleuterio Ramírez) ist die nördlichste der drei Inseln der Bugge Islands (ehemals) vor der Front des Wordie-Schelfeises an der Fallières-Küste im Westen der Antarktischen Halbinsel.
Teilnehmer der Zweiten Chilenischen Antarktisexpedition (1947–1948)  benannten sie nach Eleuterio Ramírez Molina (1837–1879), einem Protagonisten des chilenisch-bolivianisch-peruanischen Salpeterkriegs.